# Alberto Cedron
Alberto  Cedrón (Buenos Aires, 9 de Maio de 1937 - Buenos Aires, 1 de Março de 2007) foi um pintor argentino.
É considerado um dos maiores artistas plásticos do seu país, e também um dos mais complexos, já que a sua obra abarca: desenho, ilustração, pintura, escultura, arte mural, gravura, etc.

## Vida
Alberto Horácio Cedrón nasceu no seio de uma família numerosa onde se incentivava o prazer pela leitura, arquitetura, música e cinema.
Com o pai, ceramista, aprende a trabalhar entre a experimentação e a disciplina, brincando com a Natureza, numa busca formal que será infinita e imprevisível. Só mais tarde, pelo encontro com Jorge Demirjan, Horácio Butler e Juan Carlos Castagnino, parece alcançar resposta para as suas incessantes dúvidas, não abandonando nunca o inconformismo com que enfrentava a arte.
Viveu e trabalhou em países como: Venezuela, Brasil, Chile, França, EUA, Itália, Paraguai e Portugal.

## Obra
“...passaram mais de 50 anos, sobre paredes, papel, pedra, latão, argila, “sucata”, enfim, materiais diversos, suportes diversos e também momentos históricos diversos.” (Alberto Cedrón)

### Trabalhos Realizados

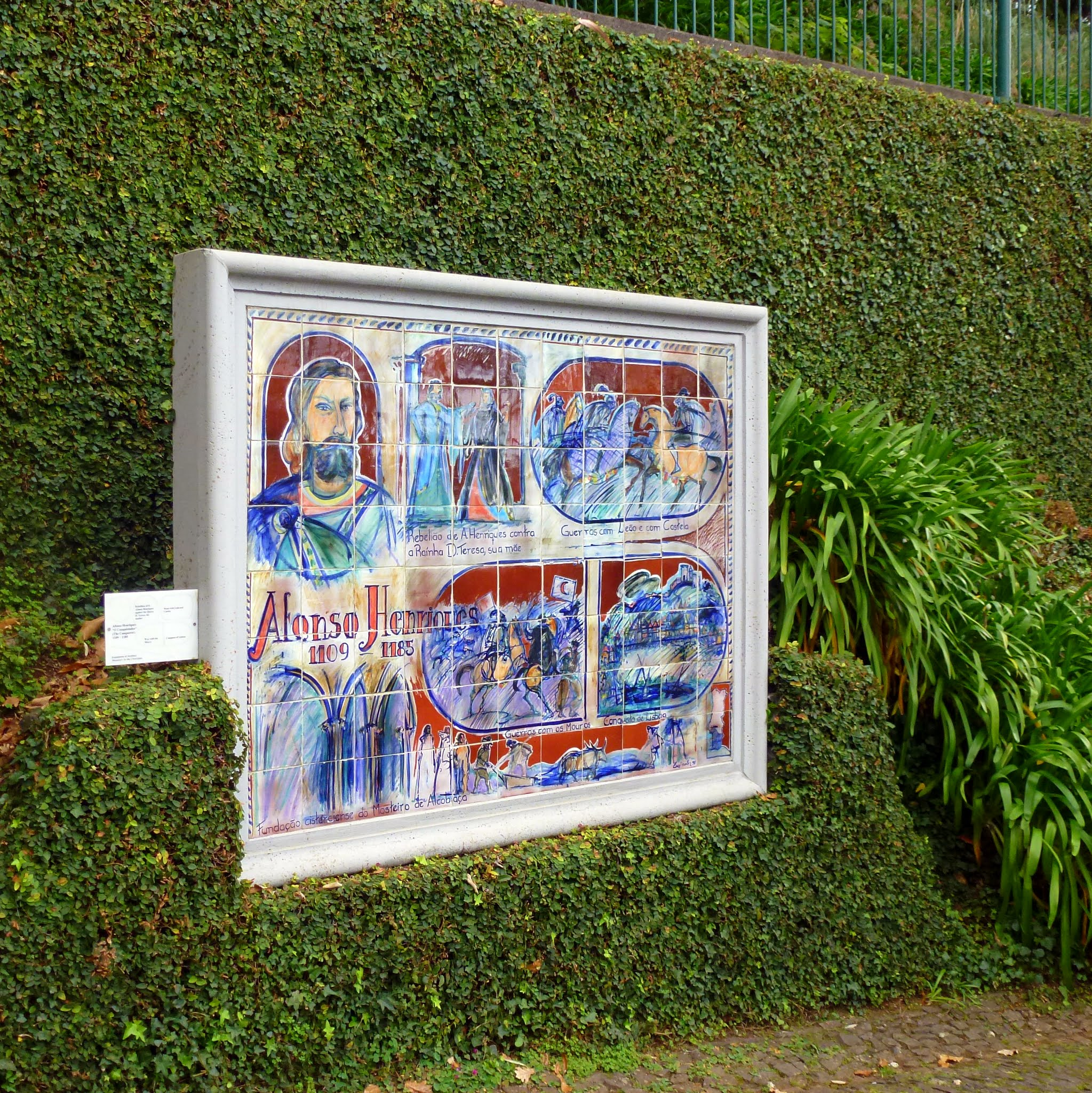
Painéis de azulejos em terracota feitos a mão) que compõe a “História de Portugal”, Monte Palace Tropical Garden, Funchal, Madeira

- 1963 - Participa durante o período de seis meses, de uma expedição com o médico sanitarista Noel Nutels, executando uma série de desenhos sobre a Reserva Indígena Do Xingu, Mato Grosso, Brasil.

- 1964 - Executa Mural em Terracota para Fiat Concord, Buenos Aires, Argentina.

- 1965 - Ilustra Capas para a Editorial Eudeba , Buenos Aires, Argentina.

Executa Mural em Terracota para Arlan AS, Lanus, Buenos Aires, Argentina.
- 1967 - Ilustra várias Capas para a Editora Seix-Barral, Barcelona, Espanha.

- 1969 - Ilustra a Capa do Livro “Grande Sertão Veredas” de Guimarães Rosa, edição Espanhola , Seix-Barral, Barcelona, Espanha.

- 1970 - “Diários Ilustrados”, Ilustração de Jornais (colagem), Buenos Aires, Argentina.

- 1971 - Executa Mural em Terracota Esmaltada (4mx80m), Córdoba, Argentina.

Ilustra Poesias de  Machado, Carlos Drumond de Andrade e o Conto de Edgar Allan Poe “El Pozo y el Péndulo”, Centro Editor da América Latina, Buenos Aires, Argentina.
- 1972 - Realiza Mural Escultórico em homenagem a Roberto Arlt , em uma Praça que leva o seu nome (1º Bloco com 80m x8m x2m, 2º Bloco com 40mx8mx2m  em ferro e alumínio fundido) Buenos Aires, Argentina .

Participa ao Mural Colectivo em Viedema, Rio Negro, com o Grupo Santa Maria de Iquique, no Centro Cultural.
- 1973 - Mural em Terracota  (6mx8m) e Escultura em Ferro, ambos para a EXPOPAR (Exposição Industrial), Assunção, Paraguai.

Mural em Terracota (6mx4m), Friso em Terracota (5mx1m) e uma Escultura em Ferro, casa particular do Sr. José Benites, Assunção, Paraguai.
- 1974 - Ilustra a Capa da Revista "Humbolt" (Alemanha) e tem uma gravura editada na mesma.

Executa Mural em Cimento (4mx30m), Praça Bolívar, Tovar, Venezuela.
- 1975 - Mural em Terracota (4mx6m) no Centro Turístico El Morro, Barcelona, Venezuela.

Mural em Terracota (3mx10m) na Plaza Municipal de Barcelona, Venezuela.
Mural em Terracota (4mx10m) nas Minas de Naricual, Venezuela.
- 1976 - Mural em Terracota (100mx5m) e Figura em ferro fundido com 5m de altura na Plaza del Campesino, Tovar, Venezuela.

- 1977 - Mural Pintado no Centro Cultural de Grenoble, França.

- 1978 - Desenha Móveis para Quarto de Criança, que obtém prémio e publicação na Revista "Domus", Milão, Itália.

- 1979 - Ilustra o Livro “La Raiz  del Ombu”, com 46 desenhos seus e texto de Júlio Cortázar, lançado na Galeria Durbon, Caracas, Venezuela.

- 1980 - Ilustra o Livro “Florentino y el Diablo” de Alberto Arabelo Torrealba, editado pelo Banco Industrial da Venezuela.

- 1982 - Friso em Ferro constituído por 11 módulos de 3,5m x 2mx 1m e um Mural em Terracota para FERROSTAL do Brasil, São Paulo-SP, Brasil

Realiza uma série de esculturas com Pedras da Região de Florianópolis-SC, Brasil.
- 1983 - Executa três Murais em Terracota para a Fundação Universitária de Blumenau(12mx3m, 5mx3m, 5mx3m), Blumenau, SC, Brasil.

Executa Portas entalhadas em madeira na cidade de Itajaí-SC, Brasil.
- 1989 e 1990 - Durante estes anos Cedrón possui uma Galeria de Arte, onde expunha seus trabalhos em conjunto com as fotografias de Marcelo Lartigue, em Búzios-RJ, Brasil.

- 1991 - Realiza “Painel Desenhado” com o escultor José Rodrigues – Performance Cooperativa Árvore – posteriormente doado à Câmara municipal do Porto, Portugal.

- 1991 e 1992 - Realiza um Mural Escultórico (20mx2m), onde conta, ano após ano, a “Aventura dos Portugueses no Japão”, durante o período de 1540 e 1640. Jardim Oriental, Fundação Berardo, Funchal, Ilha da Madeira, Portugal.

- 1994 e 1996 - Realiza 40 Painéis (2,20mx1,60m cada, constituído de azulejos em terracota feitos a mão) que compõe a “História de  Portugal” desde a sua constituição como Nação, todos os Reinados, Repúblicas, até o ingresso do país na CEE. Jardins da Fundação Berardo, Funchal, Ilha da Madeira, Portugal.

- 2003 e 2004 - Realiza 3 Esculturas em Bronze (tamanho natural) 3 mulheres representando os sentidos de tacto, olfacto y auditivo. Fundação Berardo, Funchal, Ilha da Madeira, Portugal.

Termina mais uma grande obra constituída por 58 Painéis (1,90mx1,20m cada, em azulejos contando a   “História do Vinho” para as caves João Pires, Azeitão, Portugal.
- 2005 - Ilustra “O Mandarín” livro de Eça de Queiróz para Editorial “Libros del Zorro Rojo” – Catalunha - Espanha

### Exposições
Alberto Cedrón teve centenas de exposições, sobre tudo de pintura e escultura, em numerosos países: Argentina, Brasil, Colúmbia,  Chile, Itália, Portugal, Espanha, França, EUA, Venezuela, Alemanha.

## Prémios
- 2001 - Prémio MAC`Carreira 01, MAC – Movimento Arte Contemporânea, (Lisboa, Portugal)

- 1991 - Menção Honrosa, "Bienal de Arte Plásticas de Óbidos", (Óbidos, Portugal)

- 1975 - Grande Prémio de Desenho, "Salón internacional ULA- Universidad Los Andes", (Merida, Venezuela)

Prémio DOMUS, (Milão, Itália)
- 1970 - Grande Prémio de Desenho no "Salão Nacional Manuel Belgrano", (Buenos Aires, Argentina)

- 1965 - 2º Prémio “George” de Desenho, (Buenos Aires, Argentina)

2º Prémio de Desenho no "Salón Nacional de Córdoba", Argentina)
- 1962 - Medalha de Ouro Diário "El Mundo", Salón Anual de Desenho da "Asociación de Dibujantes de La Republica Argentina", (Buenos Aires, Argentina)

3º Prémio de Pintura no "Salón del Mar del Plata", (Argentina)
- 1961 - Prémio da "Cámara de Deputados de la Nación", Medalha de Ouro, (Buenos Aires, Argentina)

1º Prémio de Desenho do "Salón de Otoño de Buenos Aires", Diario "El Mundo", (Buenos Aires, Argentina)